# Connector elèctric

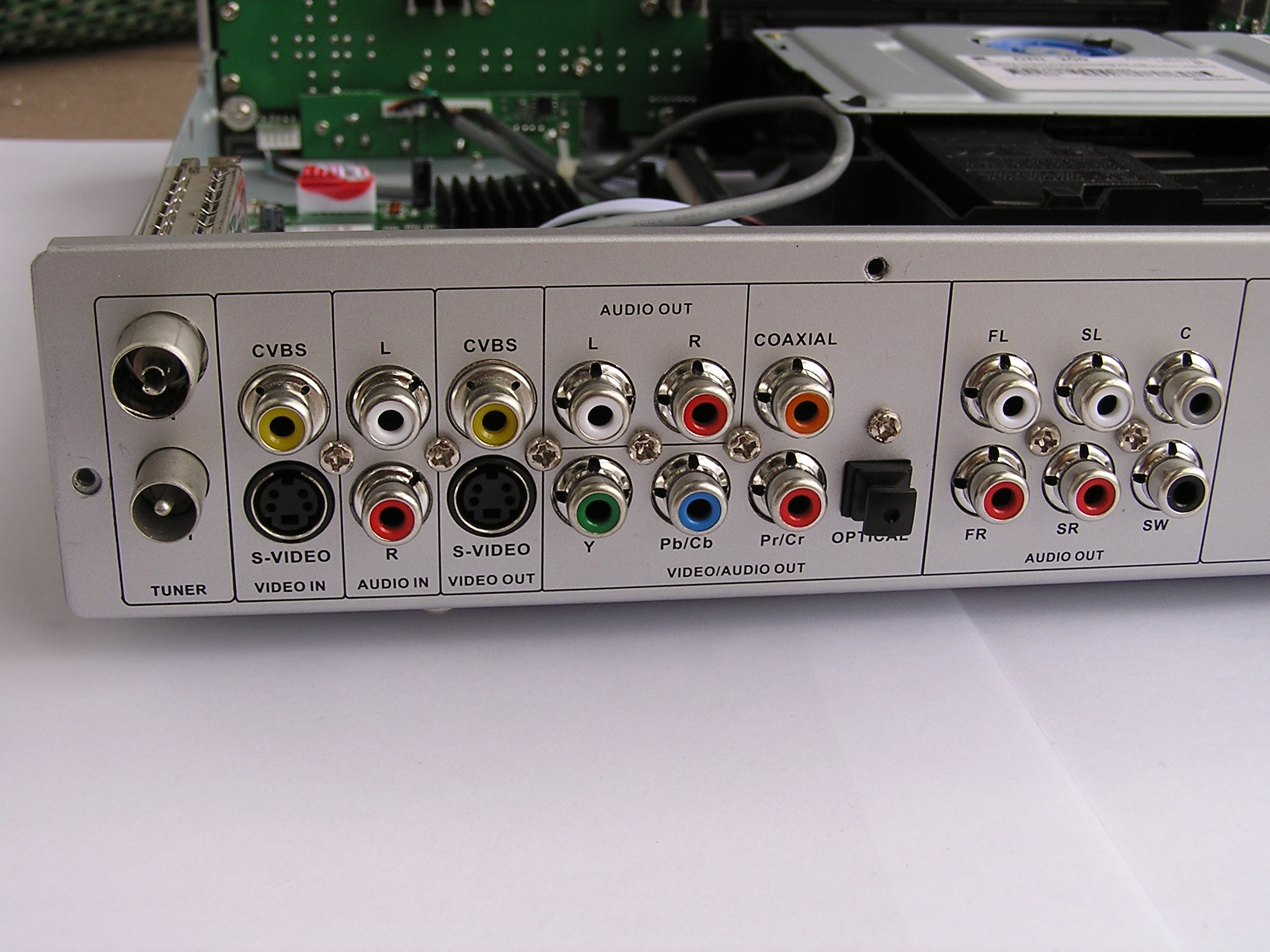
Panell posterior del «Manta DVD-012 Emperor Recorder», mostrant diversos connectors elèctrics.

Un connector elèctric és un dispositiu conductor per unir circuits elèctrics. La connexió pot ser temporal, com per a equips portàtils, o pot exigir una eina per a muntatge i desmuntatge, o pot ser una unió permanent entre dos cables o aparells. Hi ha centenars de tipus de connectors elèctrics. En computació, un connector elèctric també pot ser conegut com una interfície física (comparable a la capa física del model OSI de xarxes). Els connectors poden unir dos trossos de cable flexible, o poden connectar un cable a un terminal elèctric.

## Característiques generals
Els connectors elèctrics es caracteritzen per: pastillatge i construcció física, grandària, resistència de contacte, aïllament entre els pins, robustesa i resistència a la vibració, resistència a l'entrada d'aigua o altres contaminants, resistència a la pressió, fiabilitat, temps de vida (nombre de connexions/desconnexions abans que falli), i facilitat de connexió i desconnexió.
Poden estar fets per impedir que es connectin de manera incorrecta, connectant els pins equivocats on van altres, i tenir mecanismes de bloqueig per assegurar que estan completament connectats i no puguin deixar-se anar o sortir.
Alguns connectors estan dissenyats de tal manera que certs pins facin contacte abans que altres hagin estat inserits, evitant així el seu trencament durant la desconnexió; d'aquesta manera es protegeixen els circuits que solen tenir connectors d'alimentació, per exemple, connectant la terra comuna primer, i seqüenciant les connexions correctament en aplicacions d'intercanvi en calent.
En general, és convenient un connector que sigui fàcil d'identificar visualment i d'acoblar, que només requereixi eines senzilles, i sigui econòmic. En alguns casos el fabricant d'equips pot optar per un connector específic pel fet que no és compatible amb altres connectors, cosa que permet el control del qual pot ser connectat. Cap connector no té totes les propietats ideals; la proliferació de la variada gamma de connectors és un reflex dels diferents requisits.

## Construcció física
Els connectors es caracteritzen per la seva distribució de patilles, mètode de connexió, materials, mida, resistència de contacte, aïllament, durabilitat mecànica, protecció contra l'estrès, temps de vida (nombre de cicles) i facilitat d'ús.
Normalment és desitjable que un connector sigui fàcil didentificar visualment, ràpid de muntar, barat i que només requereixi eines senzilles. En alguns casos, un fabricant d'equips pot triar un connector específicament perquè no és compatible amb els d'altres fonts, cosa que permet controlar el que es pot connectar. Cap connector no té totes les propietats ideals per a cada aplicació; la proliferació de tipus és el resultat dels requisits diversos però específics dels fabricants.:6

### Materials
Els connectors elèctrics es componen essencialment de dues classes de materials: conductors i aïllants. Les propietats importants dels materials conductors són la resistència al contacte, la conductivitat, la resistència mecànica, la conformabilitat i la resiliència. Els aïllants han de tenir una resistència elèctrica elevada, suportar altes temperatures i ser fàcils de fabricar per a un ajust precís.
Els elèctrodes dels connectors solen ser d'aliatges de coure, a causa de la seva bona conductivitat i mal·leabilitat.:15 Altres alternatives són llautó, bronze fosforós i coure de beril·li. El metall de l'elèctrode base sol estar recobert amb un altre metall inert, com or, níquel o estany. L'ús d'un material de recobriment amb bona conductivitat, robustesa mecànica i resistència a la corrosió ajuda a reduir la influència de les capes d'òxid passivant i els adsorbats superficials, que limiten les zones de contacte entre metalls i contribueixen a la resistència de contacte. Per exemple, els aliatges de coure tenen propietats mecàniques favorables per als elèctrodes, però són difícils de soldar i propenses a la corrosió. Per tant, les clavilles de coure solen recobrir-se d'or per pal·liar aquests inconvenients, especialment per a senyals analògics i aplicacions d'alta fiabilitat.
Els suports de contacte que mantenen unides les parts d'un connector solen ser de plàstic, a causa de les seves propietats aïllants. Les carcasses o carcasses posteriors poden ser de plàstic modelat i metall.:15 Els cossos dels connectors per a ús a alta temperatura, com termopars o associats a grans llums incandescents, poden ser de material ceràmic cuit.

### Modes d'errors
La majoria de les falles dels connectors es deuen a connexions intermitents o contactes oberts:
| Mode d'error  | Probabilitat relativa % |
| ------------- | ----------------------- |
| Circuit obert | 61                      |
| Mal contacte  | 23                      |
| Curtcircuit   | 16                      |

Els connectors són components purament passius, és a dir, no milloren la funció d'un circuit i els connectors han d'afectar el mínim possible a la funció d'un circuit. El muntatge incorrecte dels connectors (principalment els muntats en xassís) pot contribuir significativament al risc de fallada, especialment quan se sotmeten a cops o vibracions extremes. Altres causes de fallada són els connectors amb una classificació inadequada per al corrent i el voltatge aplicats, els connectors amb una protecció d'entrada inadequada i les carcasses posteriors roscades que estan desgastades o danyades.
Les altes temperatures també poden provocar fallades als connectors, donant lloc a una "allau" d'errors. La temperatura ambient augmenta, fet que provoca una disminució de la resistència de l'aïllament i un augment de la resistència del conductor; aquest augment genera més calor, i el cicle es repeteix.
El fretting (l'anomenada corrosió dinàmica) és un mode d'errors comú en els connectors elèctrics que no han estat dissenyats específicament per evitar-ho, especialment en aquells que s'acoblen i desacoblen amb freqüència. La corrosió superficial és un risc per a moltes peces metàl·liques dels connectors, i pot fer que els contactes formin una fina capa superficial que augmenti la resistència, contribuint així a l'acumulació de calor ia les connexions intermitents. Tot i això, tornar a col·locar o tornar a col·locar un connector pot alleujar el problema de la corrosió superficial, ja que cada cicle raspa una capa microscòpica de la superfície del contacte o contactes, deixant al descobert una superfície fresca i sense oxidar.

### Connectors circulars
Molts connectors utilitzats en aplicacions industrials i d'alta fiabilitat són de secció transversal circular, amb carcassa cilíndrica i geometries d'interfície de contacte circulars. Això contrasta amb el disseny rectangular d'alguns connectors, per exemple USB o connectors blade. Se solen utilitzar per facilitar l'acoblament i el desacoblament, el segellat ambiental hermètic i el rendiment mecànic resistent. S'utilitzen àmpliament en els sectors militar, aeroespacial, de maquinària industrial i ferroviari, on solen especificar-se MIL-DTL-5015 i MIL-DTL-38999. Camps com l'enginyeria de so i radiocomunicació també utilitzen connectors circulars, com XLR i BNC. Els endolls i preses d'endolls de corrent altern també solen ser circulars, per exemple, els endolls Schuko i IEC 60309.

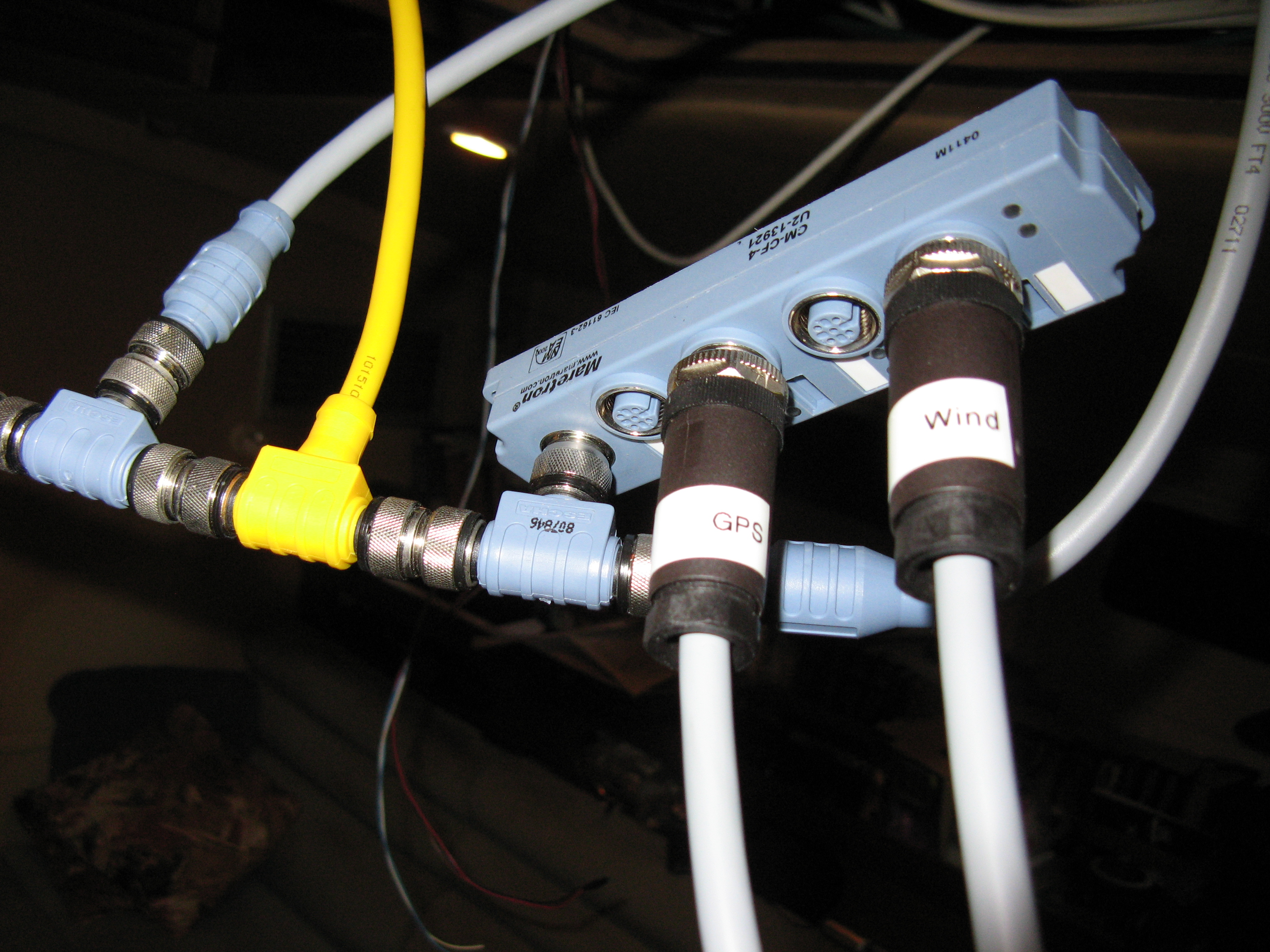
NMEA 2000 cablejat amb connectors M12

El connector M12, especificat a IEC 61076-2-101, és un parell connector/receptor elèctric circular amb rosques d'acoblament de 12 mm de diàmetre exterior, utilitzat a NMEA 2000, DeviceNet, IO-Link, alguns tipus d'Ethernet Industrial, etc.
Un desavantatge del disseny circular és el seu ús ineficient de l'espai del panell quan s'utilitza en matrius, en comparació amb els connectors rectangulars.
Els connectors circulars utilitzen comunament carcasses posteriors, que proporcionen protecció física i electromagnètica, mentre que de vegades també proporcionen un mètode per bloquejar el connector en un receptacle. En alguns casos, aquesta carcassa posterior proporciona un segellat hermètic, o algun grau de protecció contra l'estrès, mitjançant l'ús de volandera, junta tòrica, o encapsulat.

### Connectors híbrids
Els connectors híbrids permeten barrejar diversos tipus de connectors, normalment mitjançant una carcassa amb inserits. Aquestes carcasses també poden permetre la barreja d'interfícies elèctriques i no elèctriques, i són exemples d'aquestes últimes els connectors pneumàtics de línia i els connectors de fibra òptica. Com que els connectors híbrids són de naturalesa modular, tendeixen a simplificar el muntatge, la reparació i les modificacions futures. També permeten la creació de conjunts de cables compostos que poden reduir el temps dinstal·lació dels equips en reduir el nombre de conjunts de cables i connectors individuals.

## Propietats dels connectors elèctrics

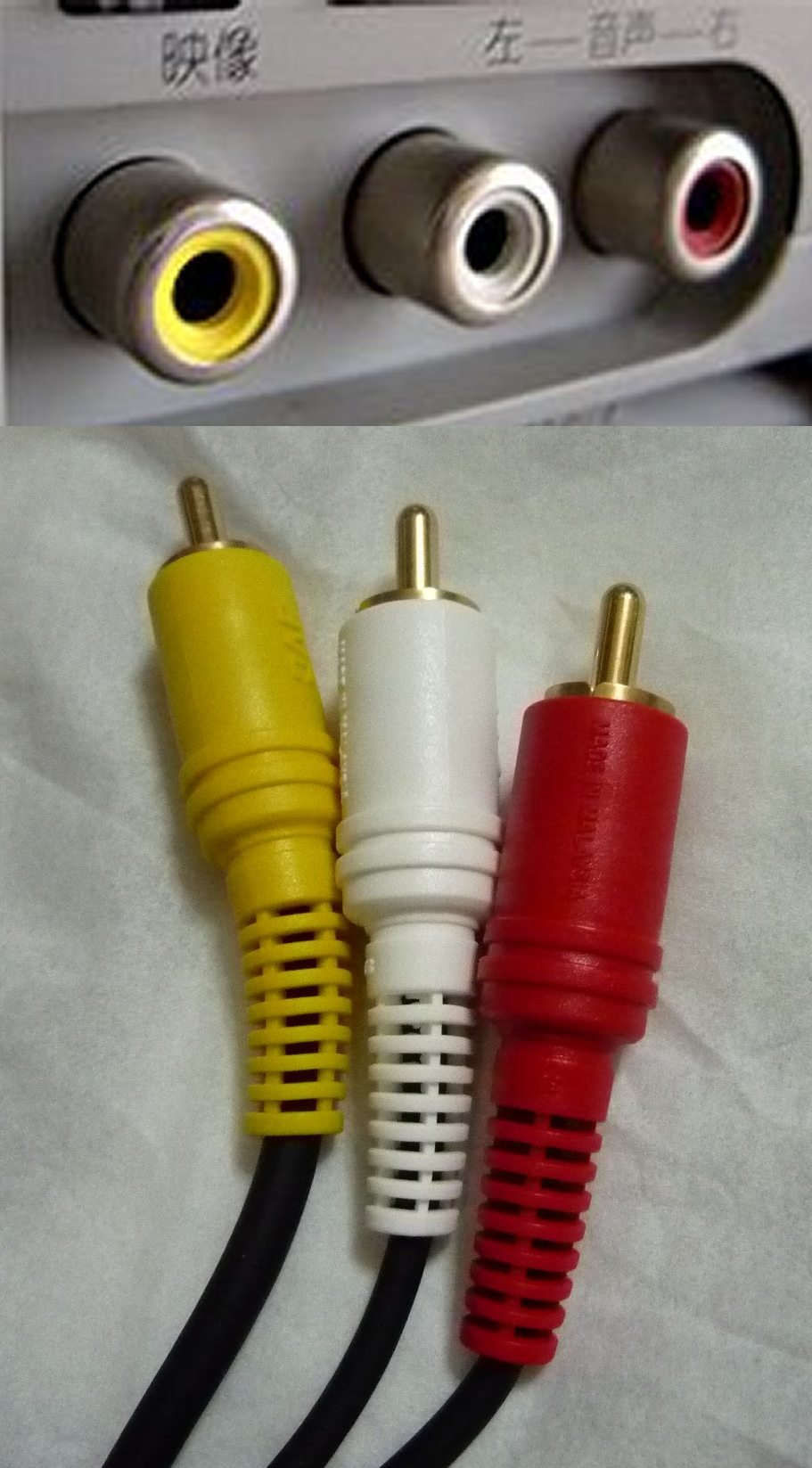
Connectors RCA d'àudio i vídeo.

Un connector elèctric ideal tindria una baixa resistència de contacte i valor d'aïllament alt. Seria resistent a vibració, aigua, oli i pressió. Seria fàcilment acoblat/desacoblat, inequívocament preservant l'orientació dels circuits connectats, fiable, portant un o més circuits. Propietats desitjables per a un connector també inclouen identificació fàcil, mida compacta, construcció resistent, durabilitat (capaç de molts cicles de connexió/desconnexió), muntatge ràpid, eines simples i de baix cost. Cap connector únic té totes les propietats ideals. La proliferació de tipus reflecteix la importància atribuïda a diferents factors de disseny.

### Osques
Molts connectors tenen algun component mecànic (osca) que impedeix l'acoblament, excepte amb un connector corresponent correctament orientat. Això pot ser utilitzat per impedir interconnexions incorrectes o danyades, ja sigui per prevenir pins de ser avariats per estar encaixades a l'angle incorrecte o ajustar-se imperfectament als endolls, com ara connectar un cable d'àudio en una presa de corrent. Per exemple, els connectors XLR tenen una osca per garantir l'orientació adequada, mentre que endolls Mini-DIN tenen una projecció de plàstic, que encaixa en un forat corresponent en el sòcol i impedeix que s'utilitzen conjuntament connectors diferents (també tenen una faldilla de metall entallada per proporcionar orientació secundària).
- Connector XLR, que mostra l'osca d'alineació.
- Mini-DIN S-Video de 4 pins: les osques són les entalles mostrant l'orientació.
- Mini-DIN de 4 pins: el rectangle descentrat i les entalles circumdants són una orientació per l'acoblament.

### Mecanismes de bloqueig
Algunes caixes de connexió estan dissenyats amb mecanismes de bloqueig per evitar la desconnexió accidental o segellat ambiental deficient. Dissenys de mecanismes de bloqueig inclouen palanques de bloqueig de diversos tipus, cargol de bloqueig i bloqueig de palanca o de baioneta. Depenent dels requisits d'aplicació, caixes de connexió amb mecanismes de bloqueig poden ser provats en diverses simulacions mediambientals, que inclouen cops i vibracions, aigua polvoritzada, pols, etc., per assegurar la integritat de la connexió elèctrica i les juntes de connexió.